# ヴァノ・ムラデリ
ヴァーノ・ムラデリ（グルジア語: ვანო მურადელი、ロシア語: Вано Ильич Мурадели、英語: Vano Il'ich Muradeli, 1908年4月6日 ゴリ - 1970年8月14日 トムスク）は、ソビエト連邦の作曲家。

## 経歴
ロシア帝国のチフリス県ゴリ郡のゴリに生まれる。1931年にトビリシ音楽院を修了し、1942年から1944年まで、ソ連海軍中央アンサンブルの指揮者兼楽長に就任。
1948年に歌劇《大いなる友情》がソ連共産党中央委員会の検閲に引っかかり、いわゆる「ジダーノフ批判」によって糾弾の対象とされた。スターリンの死後に名誉回復が叶い、1968年にはソ連人民芸術家の称号も授与された。